# Катодний захист

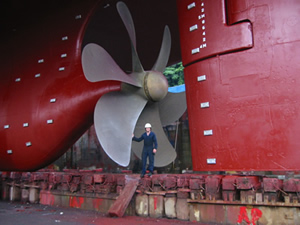
Білі смужки, що видно на корпусі та елементах стерна судна є цинковими блоками анодних протекторів

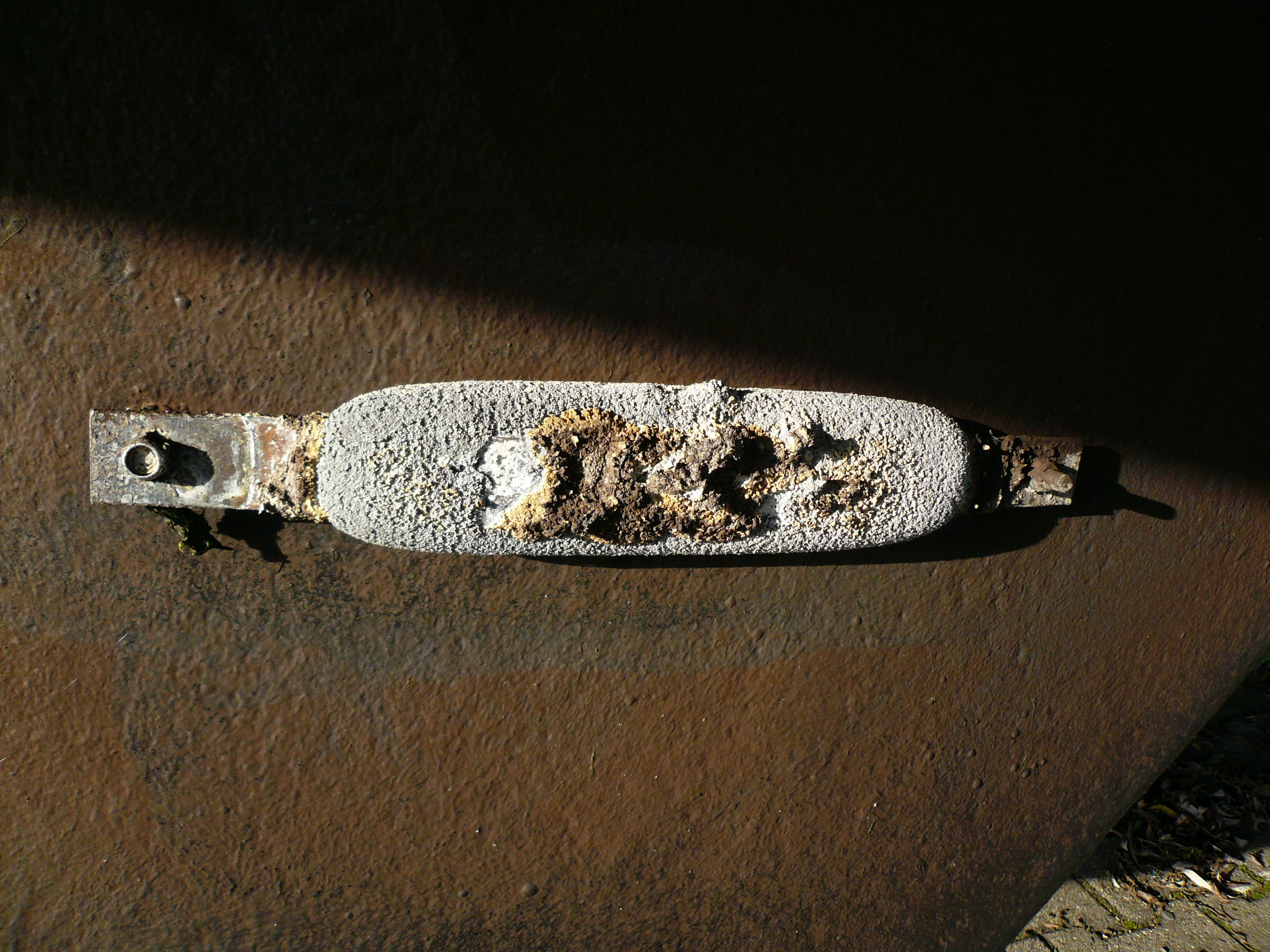
Зношений анод на корпусі корабля

Като́дний за́хист (англ. cathodic protection; нім. Kathodenschutz m) — електрохімічний захист металу через знижування його потенціалу з допомогою зовнішнього джерела електричного струму або анодного протектора.
Катодний захист здійснюється шляхом приєднання металоконструкції до негативного полюса зовнішнього джерела постійного електричного струму або до металу з негативнішим потенціалом (анодний протектор), що дає змогу перетворити металоконструкцію в катод і тим самим захистити метал від корозійного руйнування. Коли катодний захист здійснюється за допомогою джерела постійного зовнішнього струму, то як допоміжний електрод (анод) використовують нерозчинні матеріали (графіт, вугілля) або нерозчинний брухт (рейки, труби тощо). Як протектор використовується магній, цинк та ін.

## Історична довідка
Катодний захист було вперше описано сером Гамфрі Деві в серії доповідей, представлених Лондонському королівському товариству  по розвитку знань про природу у 1824. Після тривалих випробувань вперше катодний захист використали в 1824 р. на судні «HMS Samarang». Анодні протектори із заліза було встановлено на мідну обшивку корпуса судна нижче ватерлінії, що значно знизило швидкість корозії міді. Однак мідь, кородуючи, вивільняє іони міді, котрі сприяють необростанню корпуса судна. У зв'язку з надмірним обростанням корпуса і зниженням ефективності корабля командування Королівського військово-морського флоту Великої Британії ухвалило рішення відмовитися від протекторного захисту, щоб зберегти антифоулінговий ефект (ефект протидії обростанню) від кородування міді.

## Застосування
- Для захисту суден від морської корозії.
- Для захисту від корозії стаціонарних нафтогазопромислових споруд, трубопроводів і сховищ.
- Для захисту підземних споруд, трубопроводів, кабелів, і свердловин.
- Для захисту сталевої арматури в залізобетоні для паль, фундаментів, дорожніх споруд (у тому числі горизонтальних покриттів) та будівель.
- Для захисту водонагрівачів бойлерного типу (у вигляді магнієвого анода).